# Liolaemus pictus
Liolaemus pictus är en ödleart som beskrevs av  Duméril och BIBRON 1837. Liolaemus pictus ingår i släktet Liolaemus och familjen Tropiduridae.

## Underarter
Arten delas in i följande underarter:
- L. p. pictus
- L. p. argentinus
- L. p. chiloeensis
- L. p. major
- L. p. talcanensis